# پایگاه هوایی ملی سالت لیک سیتی
پایگاه هوایی ملی سالت لک سیتی (به انگلیسی: Salt Lake City Air National Guard Base) یک فرودگاه است. این فرودگاه در شهر سالت‌لیک‌سیتی کشور ایالات متحده آمریکا قرار دارد.